# 天主教巴拉索尔教区
天主教巴拉索爾教區（拉丁語：Dioecesis Balasorensis） 是印度一個羅馬天主教教區，屬克塔克暨布巴內斯瓦爾總教區。
巴拉索爾宗座監牧區成立於1968年6月8日，1989年12月18日升為教區。
教區包括奧里薩邦東北部四區。2012年有教友23,643人（佔轄區總人口0.3%）、卅九個堂區、五十三名司鐸。現任教區主教為西蒙·凯普兰。